# モルトケ (コルベット)
|          |                                                                                             |
| 艦歴     |                                                                                             |
| 名前     | モルトケ (アケローン)                                                                       |
| 建造     | Kaiserliche Werft Danzig                                                                    |
| 起工     | 1875年                                                                                      |
| 進水     | 1877年10月18日                                                                              |
| 竣工     | 1878年4月16日                                                                               |
| その後   | 1920年7月7日に船舶解体の為売却                                                              |
| 主要諸元 |                                                                                             |
| 艦級     | ビスマルク級コルベット                                                                      |
| 排水量   | 3,089トン                                                                                   |
| 全長     | 82メートル                                                                                  |
| 全幅     | 13.7メートル                                                                                |
| 吃水     | 6.3メートル                                                                                 |
| 機関出力 | 2,500指示馬力 (1,900キロワット)                                                             |
| 機関     | 横置き型箱型煙管缶4基 横置型単段膨脹型3気筒レシプロ機関1基1軸                               |
| 速力     | 12ノット                                                                                    |
| 航続距離 | 10ノットで1,940海里                                                                         |
| 定員     | 452人(訓練生含む)                                                                           |
| 兵装     | 15センチ（5.9インチ）単装砲10基 8.8センチ(3.5インチ)速射砲2基 3.7センチ(1.5インチ)五連銃6基 |

モルトケ(SMS Moltke)は、ドイツ帝国海軍が建造したビスマルク級コルベットである。艦名は後のプロイセン王国陸軍元帥となるヘルムート・カール・ベルンハルト・フォン・モルトケから取られた。この艦は士官候補生や海軍兵学校の生徒の為の練習艦として使用され、たびたび海外まで航海した。
1911年9月30日にドイツ帝国海軍に就役した新たな巡洋戦艦がモルトケと名付けられたため、1911年10月28日にコルベットのモルトケはアケローン(Acheron)と艦名を変更した。アケローンは編成し直され、キールにある海軍基地に努めるUボート乗組員のためのハルクとして使用された。ハルクのアケローンは1920年に解体された。